# Max Bergmann (Maler)
Max Bergmann (* 2. Dezember 1884 in Fürstenberg; † 17. Oktober 1955 in Haimhausen) war ein deutscher Maler des späten deutschen Impressionismus.
Er ist vor allem als Tiermaler (Kühe, Ochsen) bekannt, er war aber auch ein Porträtist, Blumen- und Stilllebenmaler.

## Leben und Wirken
Als Sohn eines Färbermeisters zeigte sich bald die zeichnerische Begabung. Seine künstlerische Ausbildung erhielt er in Berlin und München. Von 1902 bis 1906 studiert Bergmann an der Hochschule für Bildende Künste in Berlin-Charlottenburg bei Julius Ehrentraut und Konrad Böse. Von 1906 bis 1913 setzte er sein Studium an der Akademie der Bildenden Künste München fort. Dort besuchte er die Aktmalklasse von Ludwig von Herterich und später die Tiermalklasse von Heinrich von Zügel, dessen Meisterschüler er 1907 wurde. Mit Zügel verbrachte Bergmann die Sommermonate in Wörth am Rhein. 1909/10 studierte er in Paris, wo er sich mit Marcel Duchamp anfreundete, eine Freundschaft, die an Bergmanns „…Malerei bemerkenswert spurlos vorüberging, dafür aber amüsierten sich die beiden Jungkünstler prächtig mit gemeinsamen Zügen durch Pariser Nächte.“ Ein Gegenbesuch Duchamps in München fand im Juni 1912 statt. Weitere Reisen führten Bergmann nach Nordfrankreich, Dänemark, Norwegen, Österreich und Ungarn. Ab 1910 wurden seine Werke im fast jährlichem Rhythmus im Münchner Glaspalast ausgestellt.
1912 übersiedelte Bergmann nach Haimhausen, wo sich eine kleine Künstlerkolonie, begründet von Bernhard Buttersack, entwickelt hatte. Mit dem Vermögen seiner Frau erwarb er Buttersacks Villa und eröffnete 1925 eine private, staatlich anerkannte Malschule, für die er ein eigenes Ateliergebäude auf dem Grundstück errichtete. Zu seinen Schülern zählten unter anderem Hermann Koenemann, Hans Frey und der brasilianische Maler Artur José Nísio. Seine technische Virtuosität wird als bemerkenswert angesehen, allerdings fehlten seiner Tiermalerei und den Bildern bäuerlichen Lebens die kritische künstlerische Stellungnahme, die über die Genremalerei hinausgeht, wie sie bei Wilhelm Leibl zu finden ist.
An der nationalsozialistischen Propagandaschau Große Deutschen Kunstausstellung im hierfür gebauten Haus der Deutschen Kunst in München war er zwischen 1937 und 1944 regelmäßig beteiligt, insgesamt wurden 19 seiner Werke ausgestellt. Davon wurden drei Arbeiten von Adolf Hitler erworben: 1938 das Gemälde Kälbchen, 1939 Dampfende Scholle und 1940 Die Scholle. Letzteres befindet sich heute im Besitz des Deutschen Historischen Museums in Berlin.
Im August 1914 heiratete er Dorothea Karstadt, eine Tochter aus einem wohlhabenden Geschäftshaus. Aus der Ehe ging der Maler Klaus Bergmann (1916–1956) hervor. In Haimhausen und Wörth am Rhein, wo er 1949 zum Ehrenbürger ernannt wurde, sind Straßen nach Max Bergmann benannt. Bereits seit 1906 verbrachte Bergmann zahlreiche Sommeraufenthalte in Wörth, das durch die Maler Hermann Baisch und von Zügel als Malerdorf für die Freilichtmalerei bekannt war.

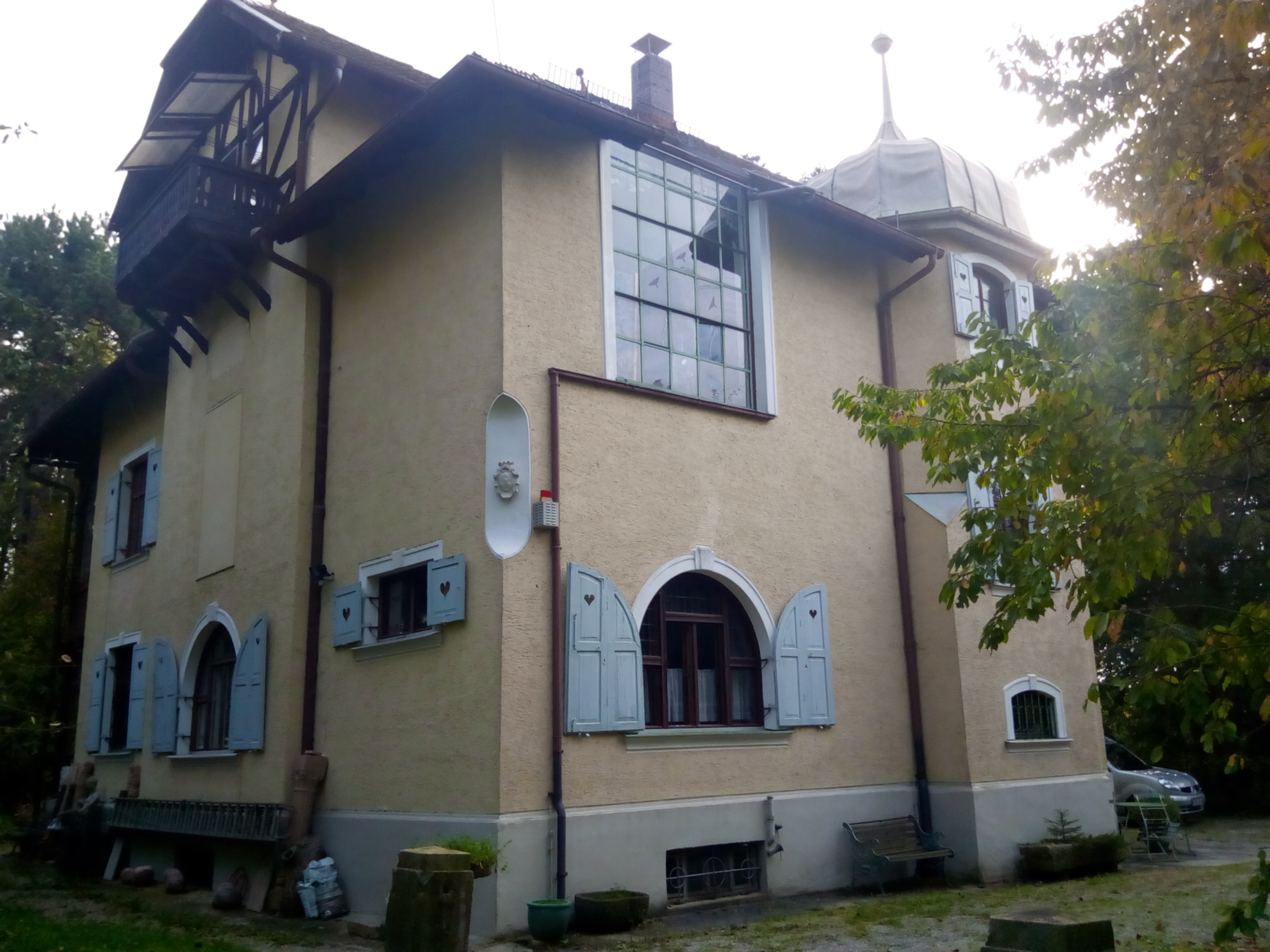
Denkmalgeschützte Villa Max Bergmanns (vorm. Villa Buttersack) in Haimhausen, Atelierseite

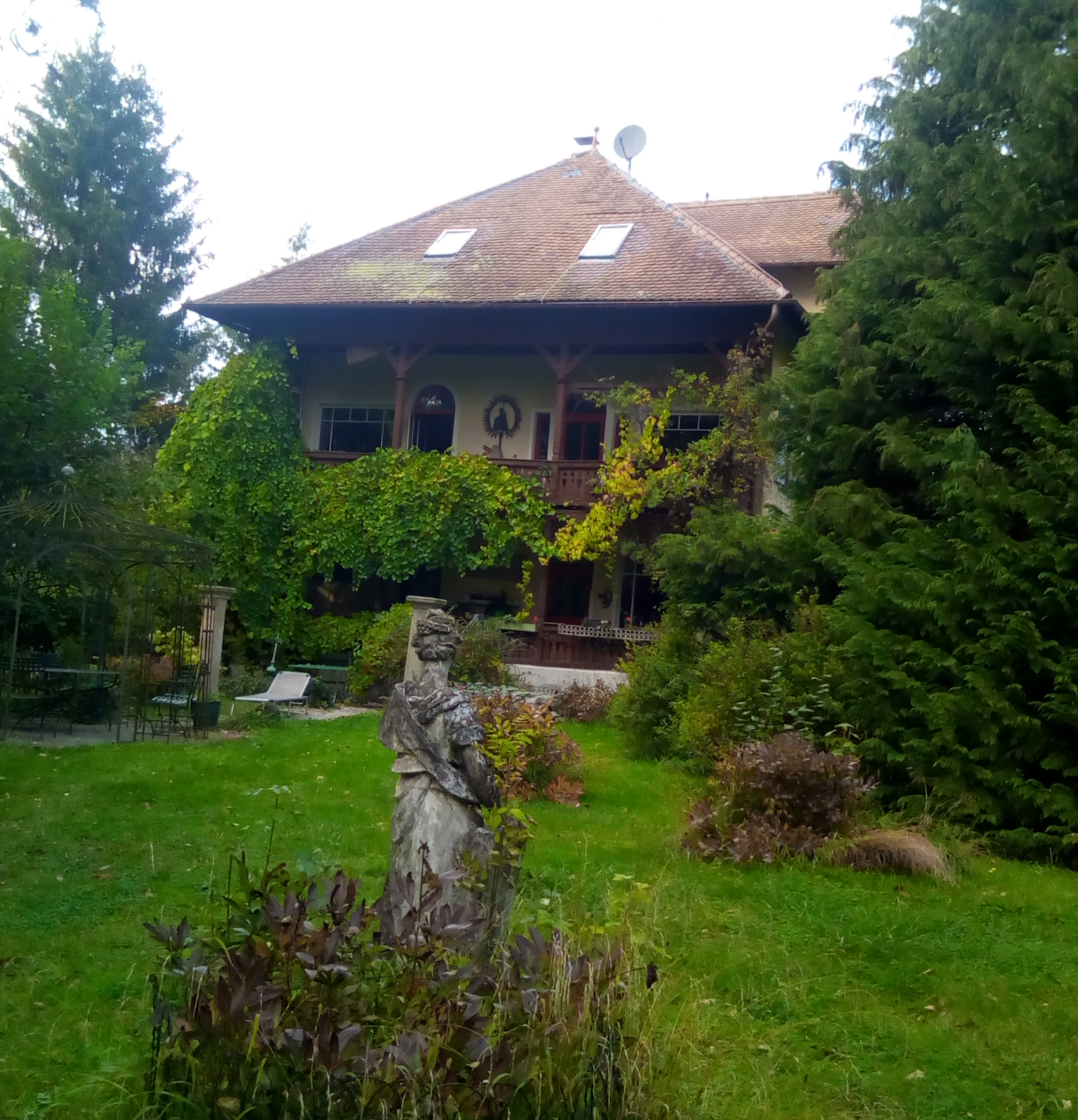
Gartenseite der Villa Bergmanns, wo Malkurse abgehalten wurden

## Künstlerisches Werk
Stilistisch sowie räumlich wird Bergmann der Dachauer Schule zugerechnet. Zu Bergmanns bekanntesten Motiven gehören bäuerliche Alltagsszenen, wobei die Darstellung von Rindern oft in Kombination mit bäuerlicher Arbeit den Schwerpunkt bildet. Der Übergang von Tiermalerei zu Genremalerei ist fließend. Seine Aktmalerei, wie z. B. Akt im Atelier (1931) ist ausdrucksstark und verweist auf die Pariser Studienzeit und seine Freundschaft und gegenseitige Inspirationen mit Marcel Duchamp. Viele Porträts und Aktbilder sowie zahlreiche vom Expressionismus inspirierte Skizzen sind nicht öffentlich zugänglich. Die wenigen bekannten sakralen Arbeiten, (Kreuzigungsmotive) stehen in ihrer Wucht dem Expressionismus nahe. Ohne die Einbeziehung dieser Arbeiten kann sein Gesamtwerk nicht im richtigen Licht gewürdigt werden. Vor allem die unbekannten, im Privatbesitz befindlichen Werke zeugen von der hohen Schaffenskraft Bergmanns, mit denen er deutlich aus dem Schatten seines Lehrers Zügel hervortritt.
Bergmann bevorzugte einen hellen, leuchtenden Kolorismus und einen patorosen und breitpinseligen Farbauftrag sowie die offene malerische Form. Wie auch bei seinem Lehrer Zügel kommen in seinen Gemälden die Tiere oft aus der Bildtiefe direkt auf den Betrachter zu.

## Ausstellung
- Villa Jauss Kunsthaus, Oberstdorf 2015 (mit Franziskus Dellgrün)

## Werke (Auswahl)
- Die Scholle, Öl auf Leinwand, 110 × 134 cm, Deutsches Historisches Museum, Berlin